# Korail Cycling Team/Saison 2014
Dieser Artikel listet Erfolge und Fahrer des Radsportteams Korail Cycling Team in der Saison 2014 auf.

## Erfolge in der UCI Asia Tour
| Datum    | Rennen                  | Kat. | Fahrer        |
| -------- | ----------------------- | ---- | ------------- |
| 13. Juni | 6. Etappe Tour de Korea | 2.1  | Jang Kyung-gu |

## Mannschaft
| Name             | Geburtstag        | Nationalität | Team 2013                              |
| ---------------- | ----------------- | ------------ | -------------------------------------- |
| Arne Casier      | 23. November 1991 | Belgien      | Neoprofi                               |
| Jang Kyung-gu    | 29. Mai 1990      | Südkorea     | ARBÖ Gebrüder Weiss-Oberndorfer (2012) |
| Jeong Cheung-gyo | 24. Dezember 1989 | Südkorea     | Geumsan Insam Cello                    |
| Kang Ji-yong     | 19. Februar 1988  | Südkorea     | Geumsan Insam Cello                    |
| Kim Hong-ki      | 24. Februar 1993  | Südkorea     | Neoprofi                               |
| Kim Jun-bin      | 1. Oktober 1993   | Südkorea     | Seoul Cycling Team (2012)              |
| Kim Myeong-seop  | 25. November 1992 | Südkorea     | Neoprofi                               |
| Lee Won-jae      | 17. Oktober 1986  | Südkorea     | Seoul Cycling Team                     |